# N-stråler
N-stråler er navnet på en type stråler, som den franske fysiker René Blondlot mente at have opdaget i 1903. N-stråler blev hurtigt et stort emne inden for eksperimental fysik, men efter få år viste det sig, at N-stråler i virkeligheden ikke eksisterer.

## Baggrund for opdagelsen
N-stråler blev "opdaget" i tiden omkring 1900-tallets begyndelse, som var en dynamisk tid inden for fysikken. Wilhelm Conrad Röntgen havde opdaget røntgenstråling i 1895, og kort efter var de radioaktive alfa-, beta- og gammastråler også blevet opdaget.
Så man levede i en tid med opdagelser inden for strålingsområdet. De fleste opdagelser var gjort i Tyskland og England, og specielt Frankrig tørstede efter egne opdagelser, da man endnu var påvirket af nederlaget til Tyskland i den fransk-tyske krig i 1870–71.
Den sande natur af de nyopdagede stråler var endnu ukendte, og Blondlot, som var en anerkendt fysiker ved Universitetet i Nancy, eksperimenterede med polarisering af røntgenstråler. Han byggede en detektor med en elektrisk gnist, hvorigennem der blev sendt røntgenstråler. Ideen var, at gnisten ville lyse kraftigere, hvis dens orientering stemte overens med røntgenstrålingens polarisering. Blondlot kunne iagttage forøget lysintensitet, og han fandt ud af, at strålingen, som påvirkede gnisten, kunne afbøjes ved at passere gennem et kvartsprisme.
Imidlertid havde andre eksperimenter med sikkerhed påvist, at røntgenstråler ikke afbøjes i den slags prismer, så Blondlot kom frem til den konklusion, at det var en anden slags elektromagnetisk stråling, som påvirkede gnisten. Han kaldte strålingstypen for N-stråler efter byen Nancy, hvor opdagelsen fandt sted.

## Offentliggørelsen og modtagelsen af opdagelsen
Blondlot publicerede sine resultater i det anerkendte franske tidsskrift Comptes rendus. Opdagelsen blev vel modtaget, og andre forskere begyndte at eksperimentere med N-stråler. Over de næste 4 år blev der publiceret over 300 artikler om N-stråler, heraf alene 54 i de første år i Comptes rendus. Der var også andre forskere, som hævdede at have opdaget N-stråler først, og der blev fundet mange nye kilder til N-stråling. Bl.a fandt fysikeren Augustin Charpentier ud af, at det menneskelig legeme også udsender N-stråler.
I foråret 1904 fik Blonlot tildelt prisen Prix Leconte af det franske videnskabelige akademi.

## Afvisningen af N-stråler
Det var ikke alle vidensskabmænd, som kunne bekræfte eksistensen af N-stråler. Blandt dem, som det mislykkedes for, var fysikerne Robert W. Wood fra USA, Lord Kelvin og William Crookes fra England, samt Otto Lummer og Heinrich Rubens fra Tyskland. Wood blev opfordret til at besøge Blondlot for at finde en forklaring på tingene og rejste til Frankrig. Wood fik demonstreret flere forsøg i Blondlots laboratorium en dag i september 1904, men han kunne ikke iagttage nogle af de forskelle i lysintensitet, som Blondlot kunne. Det blev forklaret med manglende træning og Woods øjnes manglende lysfølsomhed..
Et af forsøgene var med N-stråler, som blev afbøjet af et aluminiumsprisme. Strålerne kunne iagttages i et mørkelagt rum på en skærm med en fosforescernde linje, idet skærmen ville udseende kraftigere lys, når den fosforescernde linje blev ramt af N-stråler. Woods kunne heller ikke her se nogen forskel i lysintensitet. Under forsøget fjernede Woods ifølge eget udsagn ubemærket det afgørende aluminiumsprisme, som strålerne passerede igennem, men det påvirkede tilsyneladende ikke forsøget for Blondlot, som fortsat observerede N-stråler.. Woods skrev efterfølgende i det videnskabelige tidsskrift Nature:
| Citat      | [T]he removal of the prism (we were in a dark room) did not seem to interfere in any way with the location of the maxima and minima in the deviated (!) ray bundle. | Citat |
| R.W. Woods | |       |

Et andet forsøg skulle vise, at N-stråler er gavnlige for synssansen. I et rum med dæmpet belysning rapporterede en forsøgsperson at være i stand til at se bedre, når personens øjne blev udsat for N-stråling udsendt af en metalfil. Imidlertid lykkedes det her for Wood at erstatte filen med et stykke træ af samme størrelse. Træ var et materiale, som var kendt for ikke at udsende N-stråler, men ombytningen påvirkede ikke forsøgspersonens rapporteringer. Woods skrev:
| Citat | [T]he substitution of a piece of wood of the same size and shape as the file in no way interfered with the experiment. The substitution was of course unknown to the observer.R.W. Woods | Citat |
|       | |       |

Efter Woods offentliggørelse af sine iagttagelser i Nature faldt interessen for N-stråler drastisk. Blondlot prøvede at imødegå Woods kritikpunkter i flere artikler i 1905. Der blev foreslået et blindforsøg i tidskriftet Revue scientifique med to identiske kasser, hvoraf kun ene den skulle indeholde en strålingskilde for N-stråler. Blondlot skulle så med sine forsøg identificere kassen med strålingskilden. Blondlot afslog imidlertid forsøget, idet han hævdede, at N-stråler var for delikate til den slags forsøg. Blondlot fastholdt troen på N-stråler til sin død i 1930, men var da helt alene i den videskabelige verden med sine påstande.
N-stråler overlever dog i dag til brug i alternativ behandling.

## Efterspil
N-strålerne byggede på overdeven entusiasme og selvbedrag, og var mere udtryk for manglende kritisk sans end videnskabelig uærlighed. Den type fænomen blev i 1932 beskrevet af den amerikanske kemiker Irving Langmuir med begrebet patologisk videnskab. Langmuir fremhævede historien om N-stråler som et skoleeksempel på patologisk videnskab. Andre eksempler er kold fusion og vands hukommelse.